# RACE (Fernsehserie)
RACE (stilisierte Eigenschreibweise: R • A • C • E; koreanischer Originaltitel: 레이스) ist eine südkoreanische Serie, die von Baram Pictures und Slingshot Studios für die Walt Disney Company umgesetzt wurde. In Südkorea fand die Premiere der Serie am 10. Mai 2023 als Original durch Disney+ via Star statt. Im deutschsprachigen Raum erfolgte die Erstveröffentlichung der Serie am selben Tag durch Disney+ via Star.

## Handlung
Obwohl sie kaum mehr als Enthusiasmus auf ihrem Lebenslauf vorzuweisen hat, erhält Park Yoon-jo eine einmalige Chance: Durch ein offenes Bewerbungsverfahren, bei dem Qualifikationen keine große Gewichtung haben, gelingt es ihr, einen Job bei der angesehenen Firma Seyong zu bekommen. Ihre Anstellung hat jedoch einen PR-Hintergrund, und die Chefetage nutzt Park Yoon-jo als Akquisiteurin für Seyong. Dabei stößt ihre Einstellung bei einigen ihrer Kollegen auf wenig Gegenliebe, die das Ganze als unfair empfinden. Vor Park Yoon-jo liegt also noch ein weiter Weg, und sie ist fest entschlossen, allen zu beweisen, dass sie einen Platz in der Firma verdient hat. Doch diesen muss sie nicht alleine gehen, denn mit ihrem alten Freund und Kollegen Ryu Jae-min, ihrem großen Vorbild, der CCO Goo Yi-jung und ihrem treuesten Unterstützer, ihrem Chef Seo Dong-hoon, hat sie Menschen um sich, die ihr mal mehr, mal weniger helfen, sich durch die Herausforderungen des Lebens und des Berufsalltags zu navigieren.

## Besetzung
| Rolle         | Schauspieler   |
| ------------- | -------------- |
| Park Yoon-jo  | Lee Yeon-hee   |
| Ryu Jae-min   | Hong Jong-hyun |
| Goo Yi-jung   | Moon So-ri     |
| Seo Dong-hoon | Jung Yun-ho    |
| Song Seon-tae | Jo Han-chul    |
| Kim Hee-young | Baek Ji-won    |

## Episodenliste
| Nr. | Deutscher Titel | Originaltitel | Erstveröffentlichung (Südkorea) | Deutschsprachige Erstveröffentlichung (D/A/CH) |
| --- | --------------- | ------------- | ------------------------------- | ---------------------------------------------- |
| 1   | Folge 1         | 제 1화        | 10. Mai 2023                    | 10. Mai 2023                                   |
| 2   | Folge 2         | 제 2화        | 10. Mai 2023                    | 10. Mai 2023                                   |
| 3   | Folge 3         | 제 3화        | 17. Mai 2023                    | 17. Mai 2023                                   |
| 4   | Folge 4         | 제 4화        | 17. Mai 2023                    | 17. Mai 2023                                   |
| 5   | Folge 5         | 제 5화        | 24. Mai 2023                    | 24. Mai 2023                                   |
| 6   | Folge 6         | 제 6화        | 24. Mai 2023                    | 24. Mai 2023                                   |
| 7   | Folge 7         | 제 7화        | 31. Mai 2023                    | 31. Mai 2023                                   |
| 8   | Folge 8         | 제 8화        | 31. Mai 2023                    | 31. Mai 2023                                   |
| 9   | Folge 9         | 제 9화        | 7. Juni 2023                    | 7. Juni 2023                                   |
| 10  | Folge 10        | 제 10화       | 7. Juni 2023                    | 7. Juni 2023                                   |
| 11  | Folge 11        | 제 11화       | 14. Juni 2023                   | 14. Juni 2023                                  |
| 12  | Folge 12        | 제 12화       | 14. Juni 2023                   | 14. Juni 2023                                  |